# کبوتر پس‌سربرنزه غربی
کبوتر پس‌سربرنزه غربی (نام علمی: Columba iriditorques) نام یک گونه از سرده کبوتر است.